# Semjon Ivanovič Dežnjev
Semjon Ivanovič Dežnjev (ruski: Семён Ива́нович Дежнёв) (Veliki Ustjug, 1605. – Moskva, 1672./1673.) bio je znameniti ruski moreplovac, putopisac, istraživač sjevernog i istočnog Sibira, kozački ataman i trgovac krznima. Prvi je poznati moreplovac koji je otkrio i preplovio morski prolaz koji dijeli Sjevernu Ameriku od Azije. Iako je Dežnjev preplovio današnji Beringov prolaz još 1648. godine, čak 80 godina prije Vitusa Jonassena Beringa, za njegova otkrića saznalo se tek 1736. godine kada je otkriven njegov izvještaj o spomenutoj ekspediciji. 
Njemu u čast, najistočnija točka kontinentalne Azije Rt Dežnjev nosi njegovo ime. 

## Životopis
Semjon Ivanovič Dežnjev vjerojatno se rodio 1605. godine u gradu Veliki Ustjug ili u nekom od obližnjih sela uz obale rijeke Pinege. Izvjesno je da se kao mladić preselio na područje Sibira, iako točan datum nije poznat. Godine 1635. stupio je u službu u kozačku jedinicu u gradovima Toboljsku i Jenisejsku, odakle je s istraživačem Pjotrom Ivanovičem Beketovom 1638. godine prešao na područje Jakutske tvrđave. Njih dvojica smatraju se osnivačima današnjeg grada Jakutska. Služeći u vojsci Ruskog Carstva i prikupljajući poreze od lokalnog sibirskog stanovništva, Dežnjev se detaljnije upoznao s geografijom i etnologijom Sibira.
Tijekom ljeta 1643. godine u sklopu istraživačkog odreda koji je predvodio Mihail Vasiljevič Staduhin otkrio je rijeku Kolimu i sudjelovao u osnivanju utvrđenja Srednjekolimsk, u to vrijeme najistočnijeg ruskog utvrđenja iz kojeg se provodila daljnja ruska kolonizacija okolnog prostora. Godinu dana kasnije Dežnjev je osnovao i utvrđenje Nižnjekoljimsk. Na obalama Kolime Dežnjev je ostao sve do ljeta 1647. kada je trebao brodovima otputovati nizvodno rijekom. Međutim, kako je jak led na rijeci onemogućavao to putovanja, Dežnjev i Fedot Aleksejevič Popov uspjeli su doploviti do mora tek 20. lipnja 1648. godine. Zbog jakih oluja tri broda potopljena su neposredno po napuštanju ušća Kolime i stupanja na akvatoriju Arktičkog oceana. Još jedan brod je izgubljen tijekom kolovoza 1648. godine, a ekspediciju su nastavila preostala tri plovila. Brodovi su slijedili obalu i uspjeli proći rt za koji je kasnije utvrđeno da predstavlja najistočniju točku kontinentalnog dijela Azije (danas rt Dežnjev). Kako je Dežnjevljov brod potonuo južno od ušća rijeke Anadir, ekspedicija je na kopno pristala u podnožju Korjačkih planina odakle je, nakon deset tjedana putovanja sanjkama stigla do rijeke Anadir, gdje su proveli zimu. Tijekom ljeta 1649. godine ekspedicija je nastavila svoj put rijekom uzvodno u dužini od preko 600 kilometara, i na tom mjestu, u srednjem dijelu toka Anadira osnovala utvrđenje. Ekspedicija je na izvorištu Anadira otkrila do tada nepoznato pleme. 
Dežnjev je ostao u Anadirskoj tvrđavi sve do 1662. godine kada se vratio nazad u Jakutsk, odakle je dvije godine kasnije otputovao u Moskvu noseći sa sobom bogatstva koja je sakupio na svojim istraživanjima (uglavnom je bila riječ o krznima i kljovama morževa). U narednim godinama bavio se trgovinom na relaciji Moskva – Jakutsk, a preminuo je u Moskvi, vjerojatno 1673. godine, a po nekim izvorima 1672. godine. 